# Bombecker Aa (Naturschutzgebiet)
Das Naturschutzgebiet Bombecker Aa liegt auf dem Gebiet der Stadt Billerbeck im Kreis Coesfeld in Nordrhein-Westfalen.
Das etwa 185 ha große Gebiet, das im Jahr 1993 unter Naturschutz gestellt wurde, erstreckt sich östlich der Kernstadt Billerbeck und westlich des Kernortes Havixbeck und wird von der Bombecker Aa, einem Nebenfluss der Steinfurter Aa, durchflossen. Unweit nördlich des Gebietes verläuft die Landesstraße L 506, am südlichen Rand verläuft die L 581.
149 Hektar sind als Natura2000-Gebiet gleichen Namens ausgewiesen.